# Campeonato da Áustria de Ciclismo Contrarrelógio
Os Campeonatos da Áustria de Ciclismo Contrarrelógio são organizados anualmente para determinar o campeão ciclista da Áustria de cada ano, na modalidade.
O título é outorgado ao vencedor de uma única prova, na modalidade de contrarrelógio individual. O vencedor obtêm o direito de usar a maillot com as cores da bandeira da Áustria até ao campeonato do ano seguinte, unicamente quando disputa provas contrarrelógio.
Georg Totschnig é o ciclista com maior número de vitórias, quatro. Na categoria feminina, dominam Doris Posch, com cinco triunfos, e Christianne Soeder, com quatro.

## Palmarés

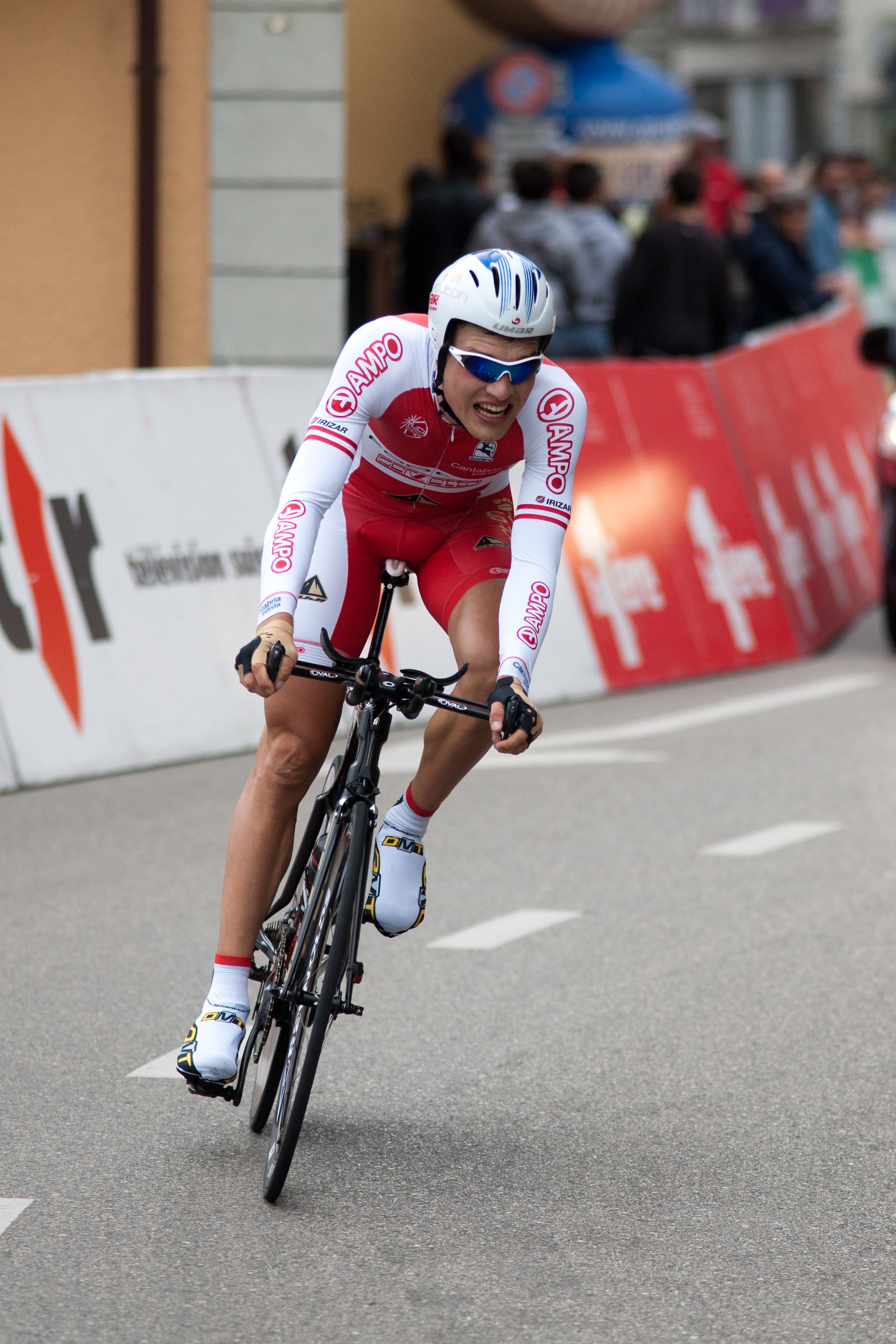
Matthias Brandle seis vezes campeão da Áustria.

Masculino
| Ano  | Ganhador                        | Segundo                | Terceiro              |
| 1996 | Georg Totschnig                 | -                      | -                     |
| 1997 | Georg Totschnig                 | Bernhard Gugganig      | Dietmar Müller        |
| 1998 | Peter Luttenberger              | Roland Garber          | Florian Wiesinger     |
| 1999 | Florian Wiesinger               | René Haselbacher       | Josef Lontscharitsch  |
| 2000 | René Haselbacher                | Josef Lontscharitsch   | Bernhard Gugganig     |
| 2001 | Georg Totschnig                 | Peter Luttenberger     | Friedrich Berein      |
| 2002 | Georg Totschnig                 | Hannes Hempel          | Mathias Buxhofer      |
| 2003 | Andrews Bradley                 | Martin Angerer         | Martin Moser          |
| 2004 | Georg Totschnig                 | Peter Luttenberger     | Hans-Peter Obwaller   |
| 2005 | Hans-Peter Obwaller             | Martin Moser           | Patrick Riedesser     |
| 2006 | Peter Luttenberger              | Thomas Rohregger       | Mario Lexmüller       |
| 2007 | Rupert Probst                   | Hans-Peter Obwaller    | Christian Pfannberger |
| 2008 | Stefan Denifl                   | Josef Benetseder       | Matthias Brändle      |
| 2009 | Matthias Brändle                | Andreas Graf           | Michael Pichler       |
| 2010 | Não se organizou                |                        |                       |
| 2011 | Andreas Hofer                   | Andreas Graf           | Josef Benetseder      |
| 2012 | Riccardo Zoidl                  | Andreas Graf           | Andreas Hofer         |
| 2013 | Matthias Brändle                | Andreas Graf           | Andreas Hofer         |
| 2014 | Matthias Brändle                | Gregor Mühlberger      | Andreas Hofer         |
| 2015 | Georg Preidler                  | Riccardo Zoidl         | Andreas Graf          |
| 2016 | Matthias Brändle                | Clemens Fankhauser     | Riccardo Zoidl        |
| 2017 | Georg Preidler                  | Matthias Brändle       | Lukas Pöstlberger     |
| 2018 | Georg Preidler Matthias Brändle | Felix Großschartner    | Lukas Pöstlberger     |
| 2019 | Matthias Brändle                | Johannes Hirschbichler | Patrick Konrad        |
| 2020 | Matthias Brändle                | Patrick Gamper         | Felix Ritzinger       |
| 2021 | Matthias Brändle                | Felix Ritzinger        | Tobias Bayer          |
| 2022 | Felix Großschartner             | Rainer Kepplinger      | Matthias Brändle      |

Feminino
| Ano  | Ganhador               | Segundo                | Terceiro               |
| 1995 | Doris Posch            | Tanja Klein            | Brigitte Krebs         |
| 1996 | Tanja Klein            | Brigitte Krebs         | Doris Posch            |
| 1997 | Brigitte Krebs         |                        |                        |
| 1998 | Brigitte Krebs         | Michaela Brunngraber   | Doris Posch            |
| 1999 | Birgit Winter          | Michaela Brunngraber   | Doris Posch            |
| 2000 | Doris Posch            | Isabella Wieser        | Michaela Brunngraber   |
| 2001 | Doris Posch            | Andrea Purner-Koschier | Isabella Wieser        |
| 2002 | Doris Posch            | Brigitte Krebs         | Isabella Wieser        |
| 2003 | Doris Posch            | Christiana Haas        | Bernadette Schober     |
| 2004 | Christiane Soeder      | Doris Posch            | Bärbel Jungmeier       |
| 2005 | Christiane Soeder      | Andrea Graus           | Bernadette Schober     |
| 2006 | Christiane Soeder      | Andrea Graus           | Monika Schachl         |
| 2007 | Christiane Soeder      | Andrea Graus           | Monika Schachl         |
| 2008 | Monika Schachl         | Daniela Pintarelli     | Jacqueline Hahn        |
| 2009 | Christiane Soeder      | Daniela Pintarelli     | Bettina Tesar          |
| 2010 | Christiane Soeder      | Jacqueline Hahn        | Karin Pekovits         |
| 2011 | Doris Posch            | Claudia Pfisterer      | Karin Pekovits         |
| 2012 | Christiane Soeder      | Martina Ritter         | Jacqueline Hahn        |
| 2013 | Martina Ritter         | Adelheid Schütz        | Andrea Graus           |
| 2014 | Martina Ritter         | Jacqueline Hahn        | Barbara Mayer          |
| 2015 | Martina Ritter         | Jacqueline Hahn        | Manuela Hartl          |
| 2016 | Martina Ritter         | Anna Kiesenhofer       | Manuela Hartl          |
| 2017 | Martina Ritter         | Manuela Hartl          | Astrid Magnet          |
| 2018 | Martina Ritter         | Barbara Mayer          | Sylvia Gehnböck        |
| 2019 | Anna Kiesenhofer       | Manuela Hartl          | Sarah Rijkes           |
| 2020 | Anna Kiesenhofer       | Astrid Lamprecht       | Manuela Hartl          |
| 2021 | Anna Kiesenhofer       | Gabriela Erharter      | Christina Scweinberger |
| 2022 | Christina Scweinberger | Anna Kiesenhofer       | Gabriela Thanner       |